# Lăscaie
Lăscaia sau lescaia sau lețcaia a fost o monedă de cupru care valora 1/2 dintr-o para și care a circulat în țările române în secolul al XVIII-lea. Prin extensiune, cuvântul lăscaie are sensul de „monedă de valoare mică, neînsemnată.”

## Etimologie
Substantivul din română lăscaie, împreună cu variantele lescaie și lețcaie, este un împrumut din limba ucraineană: ljacky.